# Activity Streams (format)
Activity Streams est une spécification de format ouvert pour les protocoles de flux d'activité, utilisés pour syndiquer les activités d'applications et de services du Web social, à l'instar de Facebook , Instagram et Twitter. 
Le standard fournit un moyen générique de représenter des activités. Par exemple, la phrase "Jack a ajouté Hawaï à sa liste des endroits à visiter" serait représentée comme acteur: jack, verbe: ajouter, objet: Hawaii, cible: lieudevisite. 
Les applications et services qui implémentent la version préliminaire d'Activity Streams incluent Gnip, Stream, Stream-Framework et Pump.io. 
La plus grande bibliothèque open source (d'après le nombre d'observateurs)[réf. nécessaire] est le framework Stream Framework, écrit en python. Les auteurs de Stream-Framework ont également développé des bibliothèques dans d'autres langages, répertoriées sur le site Getstream.io qui en fournit des implémentations,.[citation nécessaire]